# Rezerwat przyrody Łęka
Rezerwat przyrody Łęka – rezerwat przyrody znajdujący się na gruntach należących do wsi Gielnia i Goliszowiec w gminie Zaklików w województwie podkarpackim. Leży w granicach Parku Krajobrazowego Lasy Janowskie.
- numer według rejestru wojewódzkiego – 64
- powierzchnia – 376,83 ha[1] (akt powołujący podawał 377,35 ha)
- dokument powołujący – Rozporządzenie Ministra Ochrony Środowiska, Zasobów Naturalnych i Leśnictwa z dnia 21 grudnia 1998 r. w sprawie uznania za rezerwat przyrody (Dz.U. z 1998 r. nr 161, poz. 1094)
- rodzaj rezerwatu – leśny[1][3]

- typ rezerwatu – fitocenotyczny

- podtyp rezerwatu – zbiorowisk leśnych

- typ ekosystemu – leśny i borowy

- podtyp ekosystemu –  lasów nizinnych

- przedmiot ochrony (według aktu powołującego) – wielogatunkowe drzewostany o cechach naturalnych, stanowiące fragment Lasów Janowskich[1]